# Tauern Autobahn
Tauern Autobahn er en betegnelse for motorvej A10 i Østrig, der forløber fra Salzburg, hvor den møder West Autobahn A1, over Tauern til Südautobahn A2 og Karawanken Autobahn A11 ved Villach. Motorvejen indgår i europavejsnettet med numrene E55 og E66.
Tauern Autobahn er 192 kilometer lang, hvoraf 24 km føres gennem 12 tunneller, hvor de største er den 6,4 km lange Tauerntunnel og den 5,4 kilometer lange Katschbergtunnel, der begge er et-rørstunneller med ét kørespor i hver retning. Efter en alvorlig trafikulykke i Tauerntunnel i 1999, hvor en brand i en lastvogn udviklede sig til en ulykke med flere omkomne og alvorligt tilskadekomne, besluttede det østrigske parlament at udbygge tunnellerne, så de begge bliver to-rørstunneller og dermed mindre sårbare overfor ulykker. Udbygningsarbejdet forventes færdigt i 2010.
Første spadestik til Tauern Autobahn blev taget den 15. maj 1939, men på grund af 2. verdenskrig blev arbejdet i indstillet i 1942. I 1968 blev arbejdet på motorvejen genoptaget, og det teknisk mest komplicerede stykke gennem Nieder Tauern og Katschberg påbegyndtes den 28. januar 1971. I 1974 åbnedes den nordlige del inklusiv Katschbergtunnel for trafik. Den 16. maj 1975 brød en del af broen, som var under bygning, over Liesertal sammen og 10 bygningsarbejdere blev dræbt. Den sydlige del åbnede endeligt den 28. juni 1980. I 1983 blev motorvejen forlænget gennem Drautal til Villach.
På dele af motorvejen gennemførte man i maj 2006 et forsøg med en fartgrænse på 160 km/t (mod de normale 130 km/t). Forsøget indgik som et led i en vurdering af, om man på de østrigske motorveje skal indføre en højere fartgrænse. Den nuværende trafikminister Werner Faymann støtter imidlertid ikke planerne om øget hastighed, og der gennemføres dermed ikke flere forsøg af denne art.
Der opkræves en særafgift på 9,5 Euro for kørsel på motorvejen.